# Dobrzykowo (Barciany)
Dobrzykowo (deutsch Dawerwalde) ist ein kleiner Ort in der polnischen Woiwodschaft Ermland-Masuren und gehört zur Gmina Barciany (Landgemeinde Barten) im Powiat Kętrzyński (Kreis Rastenburg).

## Geographische Lage
Dobrzykowo ist ein Weiler der Ortschaft Garbno (polnisch Przysiółek wsi Garbno – deutsch Laggarben) – und liegt in der nördlichen Mitte der Woiwodschaft Ermland-Masuren, neun Kilometer südwestlich der früheren Kreisstadt Gerdauen (heute russisch Schelesnodoroschny) bzw. 26 Kilometer nordwestlich der heutigen Kreismetropole Kętrzyn (deutsch Rastenburg).

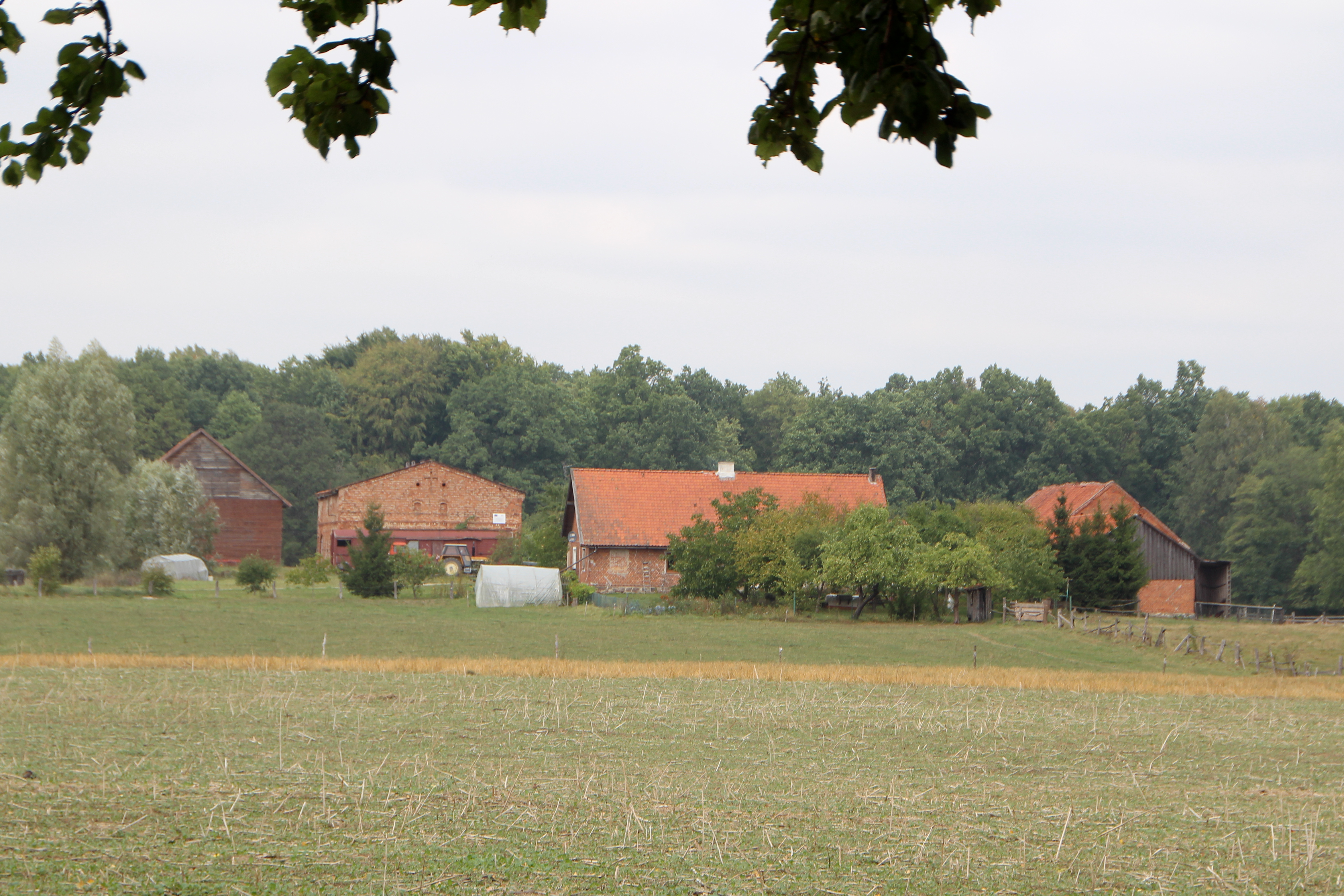
Blick auf Dobrzykowo (Dawerwalde)

## Geschichte
Der nach 1820 auch Daverwalde genannte kleine Ort wurde vor 1400 gegründet und war bis 1945 ein Vorwerk von Laggarben (polnisch Garbno) und gehörte zum Kreis Gerdauen in der preußischen Provinz Ostpreußen.
In Kriegsfolge kam Dawerwalde 1945 mit dem gesamten südlichen Ostpreußen zu Polen und erhielt die polnische Namensform „Dobrzykowo“. Heute ist es ein zu Garbno gehörender Weiler innerhalb der Landgemeinde Barciany (Barten) im Powiat Kętrzyński (Kreis Rastenburg), bis 1998 der Woiwodschaft Olsztyn, seither der Woiwodschaft Ermland-Masuren zugeordnet.

## Kirche
Vor 1945 war Dawerwalde in den Sprengel Kirche Laggarben der vereinten evangelischen Kirchengemeinden Laggarben-Dietrichsdorf (polnisch Garbno-Dzietrzychowo) in der Kirchenprovinz Ostpreußen der Kirche der Altpreußischen Union sowie in die katholische Kirche St. Bruno in Insterburg (heute russisch Tschenjachowsk) im damaligen Bistum Ermland eingepfarrt. Heute gehört Dobrzykowo katholischerseits zur Pfarrei Lwowiec (Löwenstein) im jetzigen Erzbistum Ermland, evangelischerseits zur Kirchengemeinde Barciany, einer Filialgemeinde der Johanneskirche in Kętrzyn in der Diözese Masuren der Evangelisch-Augsburgischen Kirche in Polen.

## Verkehr
Dobrzykowo liegt an zwei Nebenstraßen, die sich innerorts begegnen: die Straße von Garbno nach Nowy Dwór Momajński (Neuhof-Momehnen) und die Straße von Solkieniki (Solknick) nach Gierkiny (Gerkiehnen), das bereits zum Gemeindegebiet von Sępopol (Schippenbeil) gehört. Eine Bahnanbindung besteht nicht.